# Aubrey Ellwood
Sir Aubrey Beauclerk Ellwood, KCB, DSC (* 3. Juli 1897 in Oakham, Rutland; † 20. Dezember 1992) war ein britischer Offizier der Royal Air Force.

## Leben
Ellwood besuchte das Marlborough College und trat im Jahre 1916 dem Royal Naval Air Service bei. Während seiner Dienstzeit als Jagdflieger im Ersten Weltkrieg erzielte er zehn Luftsiege und gilt daher als zweifaches Fliegerass. Ihm wurde daraufhin im April 1918 das Distinguished Service Cross verliehen.
Im Zweiten Weltkrieg diente er als stellvertretender Direktor für Bombereinsätze. Ab Januar 1943 kommandierte er als Air Officer Commanding im kommissarischen Rang eines Air Vice Marshal die No. 18 Group der Royal Air Force und wurde im März 1944 im Rang eines Air Commodore Senior Air Staff Officer im Hauptquartier des Coastal Command. Er beendete seine Dienstzeit als Director-General of Personnel.
Nach dem Krieg wurde er 1947 Air Officer Commanding in Chief des Bomber Command und 1950 Air Officer Commanding in Chief des Transport Command. Er war im Januar 1944 als Companion des Order of the Bath (CB) ausgezeichnet worden und wurde im Januar 1949 als Knight Commander des Order of the Bath (KCB) geadelt. Im Rang eines Air Marshal ging er im Januar 1952 in den Ruhestand.
1960 wurde er zum Deputy Lieutenant von Somerset ernannt.